# Halictus consobrinus
Halictus consobrinus är en biart som beskrevs av Pérez 1895. Halictus consobrinus ingår i släktet bandbin, och familjen vägbin. Inga underarter finns listade i Catalogue of Life.